# یواس‌اس کلناسمیت (دی‌یی-۳۷۶)
یواس‌اس کلناسمیت (دی‌یی-۳۷۶) (به انگلیسی: USS Kleinsmith (DE-376)) یک کشتی بود که طول آن ۳۰۶ فوت (۹۳ متر) بود.